# William Henry Meredith
William Henry "Billy" Meredith (Y Waun, Gal·les, 30 de juliol del 1874 – Manchester, Anglaterra, 19 d'abril del 1958) va ser un destacat futbolista gal·lès, considerat el primer "diable vermell".

## Biografia

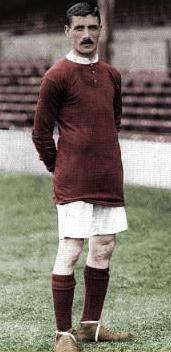
Meredith al Manchester United.

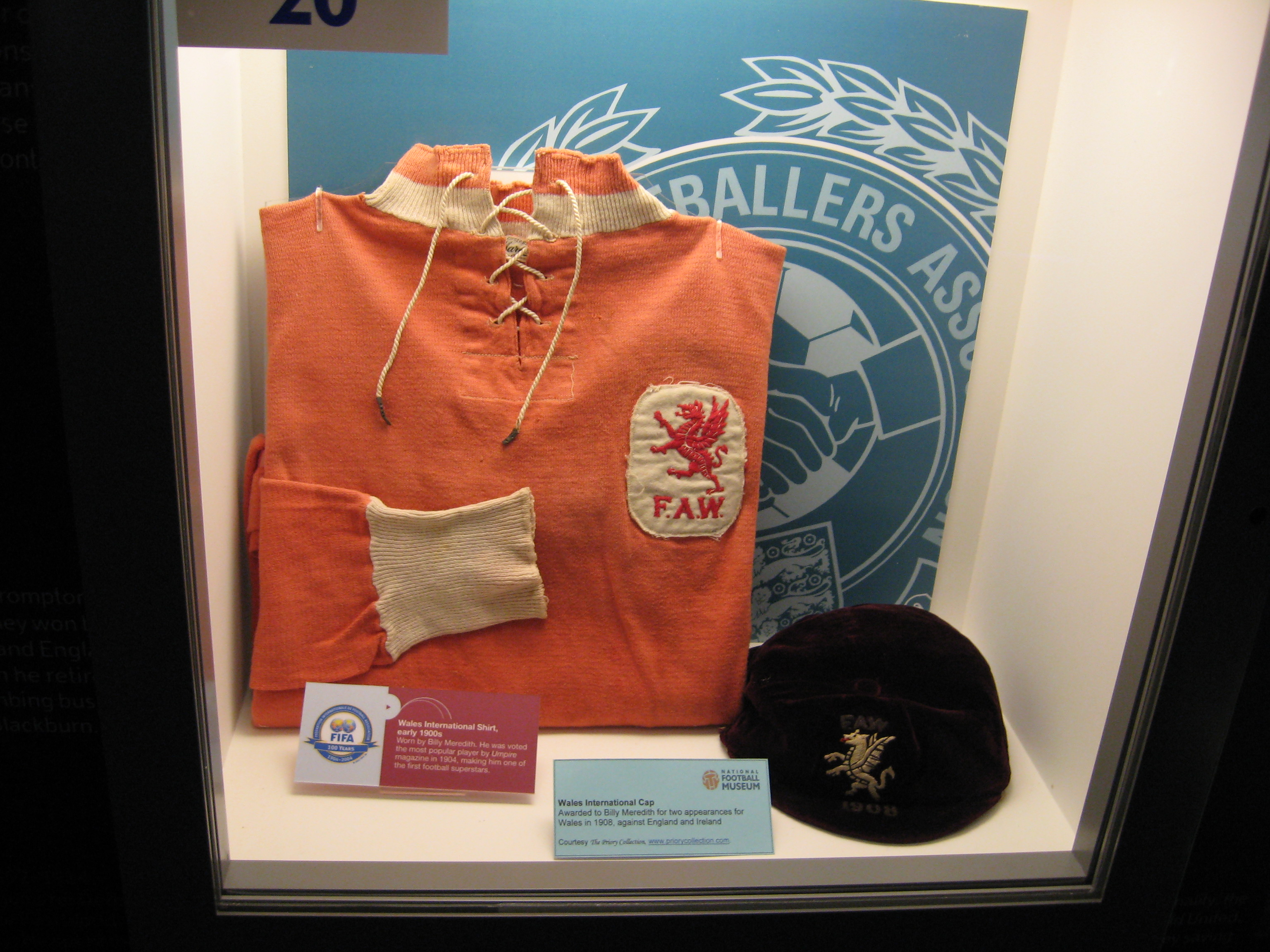
Samarreta de Billy Meredith.

Nascut a Y Waun (en anglès, Chirk), una petita localitat al nord de Gal·les, el 1874, Meredith va començar treballant als 12 anys, de joquei. Per influència dels seus germans grans, es va afeccionar al futbol: Elias, el gran, era conductor dels trens de la Lancashire and Yorkshire Railway i portava el seu germà Billy a veure partits professionals, com els que jugava l'Everton FC. La pràctica del futbol era habitual entre els miners de la regió, i tots els germans Meredith el practicaven. Sobretot, Sam Meredith, dos anys més gran que Billy i que va ser el primer a destacar, va provar de construir-se una carrera professional: va marxar de Y Waun per provar a l'Stoke City de defensa però no fitxà.
Billy va començar jugant al club amateur del seu poble i, després de quatre anys, ja era jugador del Manchester City. Actualment, té un lloc reservat a la sala de records de l'estadi del City.
Billy Meredith va morir el 1958 (a l'edat de 83 anys), el mateix any que es va produir el desastre aeri de Múnic, i està enterrat al Southern Cementery de Manchester.
El 1998 fou escollit per la Football League a la llista de les 100 llegendes del futbol anglès.

## Carrera esportiva

### Clubs
Meredith va començar a jugar a futbol amb altres miners en clubs amateurs: va debutar amb el primer equip del seu poble el setembre de l'any 1982. Després de jugar-hi dos anys, va passar pel Northwich Victoria, on va ser descobert pels responsables del Manchester City, que el van fitxar el 1894. Amb el City va guanyar una copa, el 1904.
El 1906 va ser acusat d'haver ofert diners a un rival per deixar-se guanyar, cosa que va provocar molta polèmica, i va fer que Meredith acabés signant pel rival ciutadà del City, el Manchester United FC, que llavors era un club de segona fila. Amb el fitxatge del gal·lès (i el seu particular comportament, xulesc i polèmic), el ManU va esclatar esportivament: van guanyar dues lligues (1907–08, 1910–11) i una copa (1909). També va crear polèmica com a jugador del ManU, ja que sovint demanava augments salarials i acceptava diners per encàrrecs publicitaris (cosa mal vista per una societat que, encara, concebia el futbol com una activitat amateur).
Va acabar la seva carrera al City, amb 49 anys i 245 dies.

### Internacional
Billy Meredith va jugar 48 cops amb la selecció de futbol de Gal·les i va marcar-hi 11 gols. Tot i que va ser convocat en 71 ocasions consecutives, el seu club va rebutjar de cedir-lo en moltes ocasions.

## Palmarès
Manchester City
- FA Cup (1): 1904

Manchester United FC
- First Division (2): 1907–08, 1910–11
- FA Cup (1): 1909